# RIU Paris
Riu Paris ou Riu Aublet et Cie, anciennement Jacqueline Riu, est une entreprise française commercialisant des vêtements, chaussures et accessoires pour femmes, appartenant au Groupe Deveaux. 

## Histoire
En 1971, la marque "Jacqueline Riu" est créée par la famille Riu de Limoux qui possède également Myris et la Chausseria.  
2013, la marque de vêtements Armand Thiery, détenue par la famille Deveaux, a pris le contrôle de la chaîne de prêt-à-porter féminin Jacqueline Riu. 
La famille Riu a cédé 70% du capital de la société Riu-Aublet, à Simm, holding de contrôle du groupe Armand Thiery (Groupe Deveaux).
Fin 2019, elle dispose en France de 164 établissements.